# Camptotypus infirmus
Camptotypus infirmus là một loài tò vò trong họ Ichneumonidae.